# Ichneumon subfumatus
Ichneumon subfumatus là một loài tò vò trong họ Ichneumonidae.